# 金無双
- 将棋 > 囲い > 金無双
- 将棋 > 将棋の戦法 > 振り飛車 > 相振り飛車 > 金無双

| 9 | 8 | 7 | 6 | 5  | 4  | 3  | 2  | 1  |    |
|   |   |   |   |    |    |    |    |    | 一 |
|   |   |   |   |    |    |    |    |    | 二 |
|   |   |   |   |    |    |    |    |    | 三 |
|   |   |   |   |    |    |    |    |    | 四 |
|   |   |   |   |    |    |    |    |    | 五 |
|   |   |   |   |    |    |    |    |    | 六 |
|   |   |   |   | 歩 | 歩 | 歩 | 歩 | 歩 | 七 |
|   |   |   |   | 金 | 金 | 玉 | 銀 |    | 八 |
|   |   |   |   |    |    |    | 桂 | 香 | 九 |

| 9 | 8 | 7 | 6 | 5  | 4  | 3  | 2  | 1  |    |
|   |   |   |   |    |    |    |    |    | 一 |
|   |   |   |   |    |    |    |    |    | 二 |
|   |   |   |   |    |    |    |    |    | 三 |
|   |   |   |   |    |    |    | 飛 |    | 四 |
|   |   |   |   |    |    |    |    |    | 五 |
|   |   |   |   |    |    |    | 銀 | 歩 | 六 |
|   |   |   |   | 歩 | 歩 | 歩 | 歩 |    | 七 |
|   |   |   |   | 金 | 金 | 玉 |    |    | 八 |
|   |   |   |   |    |    |    | 桂 | 香 | 九 |

金無双（きんむそう、英: Peerless Golds, Gold Unparalleled）は、将棋の囲いである。主に振り飛車の囲いの一種であり特に相振り飛車で用いられるが、対抗型の居飛車側でも金無双の形を用いる急戦定跡がある（後述）。玉の横に2枚の金が並んでいることから名称がつけられた。二枚金（にまいきん）とも呼ばれる。

## 名称の由来
かつて、振り飛車が玉を右側に囲う囲いは、総じて右玉囲いと呼ばれていたという（その後、右玉という名称は、一般的に居飛車の戦法の一つを指す用語となった）。大山康晴の著書の中には、「金二枚が横に並ぶところから金無双と名付けたい」と提案している記述がある。その後、金無双や二枚金という名称が一般的な名称となった。

## 概要
先手でいえば、玉を3八に、左金を5八に、右金を4八に動かして作られる。金が横に2枚並んだ形が最大の特徴であり、金無双及び二枚金という名称の由来となっている。この特徴故に、飛車を5筋に振る中飛車は左金を動かす位置に飛車があるため、左金を囲いに参加させにくいという欠点がある。一般的には、上部からの攻め主体の相振り飛車での採用が多いことから、上部の守りを優先するために右銀を2八の位置に上がる。ただし、側面からの攻めに対しては「壁銀」となり玉の逃げ道がなくなってしまう。

## 他の囲いとの比較
金無双は美濃囲いに比べて上部からの攻め（特に1・2筋）に強い。しかし側面からの攻めに対しては若干弱い。また4筋からの攻めにも弱く、4筋は「うさぎ耳」とも呼ばれている。
対居飛車の振り飛車の場合、側面からの攻めが主体となるので、美濃囲いで良い。それに対して相振り飛車では、上部からの攻めが主体となるので、金無双の方が良い。しかし「壁銀」などが嫌われ、平成にはいってからは矢倉囲いや穴熊にしたり、相振り飛車でも美濃囲いにする場合が多くなった。美濃囲いは1・2筋が特に弱いため、向かい飛車に対しては危険であるが、四間飛車・三間飛車には優秀なようである。
しかしながら令和に入ると手間のかかる矢倉は嫌われ、金無双が復権傾向にある:162。里見香奈は通常の金無双から金の位置を1筋ずらして（先手だと6八と5八に金を置く）バランスを取った囲いを採用することがあり、片上大輔は里見流「流れ金無双」と呼んでいる:224。
その他の違いとして、銀を上げない形の場合は美濃囲いより1手早く組めるため（相振り飛車では美濃囲いも玉を3九に留める場合が多い）、急戦を仕掛ける場合にも金無双が有効である。また、矢倉囲いに組み替える場合、金無双だと片矢倉に隙なく組み替えられるが、金矢倉まで組むと1手損をする。美濃囲いだと組み替える途中、どうしても隙が生じる。金無双だと1七銀と上がる手順もあり組み替えやすい、などの違いがある。

## 対振り飛車急戦用
| 9  | 8  | 7  | 6  | 5  | 4  | 3  | 2  | 1  |    |
| 香 | 桂 | 王 | 金 |    |    |    | 桂 | 香 | 一 |
|    |    | 銀 |    | 金 | 飛 |    |    |    | 二 |
|    | 歩 | 歩 | 歩 | 歩 | 銀 | 角 | 歩 |    | 三 |
| 歩 |    |    |    |    | 歩 | 歩 |    | 歩 | 四 |
|    |    |    |    |    |    |    | 歩 |    | 五 |
| 歩 |    | 歩 |    | 歩 |    | 歩 | 飛 | 歩 | 六 |
|    | 歩 |    | 歩 | 銀 | 歩 | 桂 |    |    | 七 |
|    | 角 | 玉 | 金 | 金 |    |    |    |    | 八 |
| 香 | 桂 | 銀 |    |    |    |    |    | 香 | 九 |

| 9  | 8  | 7  | 6  | 5  | 4  | 3  | 2  | 1  |    |
| 香 |    |    |    |    |    | 銀 | 桂 | 香 | 一 |
|    | 飛 |    |    | 金 | 金 | 王 | 角 |    | 二 |
|    |    | 桂 |    | 銀 | 歩 |    | 歩 |    | 三 |
| 歩 |    | 歩 |    | 歩 |    | 歩 |    | 歩 | 四 |
|    | 歩 |    | 歩 |    |    |    |    |    | 五 |
| 歩 |    | 歩 | 歩 | 歩 |    |    |    | 歩 | 六 |
|    | 歩 | 角 | 銀 |    | 歩 | 歩 | 歩 |    | 七 |
| 香 |    | 飛 |    | 金 |    | 銀 |    |    | 八 |
|    | 桂 |    |    |    | 金 | 玉 | 桂 | 香 | 九 |

現代将棋では対抗型居飛車の定跡において金無双を用いる急戦策が定跡化されている。この囲いは7九の銀を上げないために通常の金無双とは異なった形をしており、勝又清和は「7九銀型金無双」と呼んでいる:128。
昭和から平成の時期においては、金無双は相振り飛車以外ではあまり指されない時期があった。過去には対振り飛車金無双＋腰掛け銀が、1958年1月5日のNHK杯、▲花村元司 vs.△升田幸三戦でみられた。
急戦のみならず、持久戦への移行が可能である。この場合、囲いを松尾流穴熊へと発展させていくのが一般的であり、非常に優秀である。
こうしてその優秀さとして、居飛車舟囲い急戦と違って、飛角銀桂の理想的攻撃陣が得られ易くなっているといえる。
棒銀については角交換後の▲7一角（△3九角）の筋があるので、あまり利用されていないが、いままで居飛車舟囲い急戦で利用されてきた4六銀右戦法（△6四銀急戦）△6五歩・▲4五歩早仕掛け、ポンポン桂など、5七銀右陣形（菱型舟囲い）での戦術は、ほぼ実戦応用が可能となっている。

## 対抗型の振り飛車側の金無双
大橋貴洸は対抗型の四間飛車で特に穴熊囲い対策として金無双にして端攻めを行う戦法を考案し、これを「耀龍四間飛車」と名づけた:131。